# Краг, Джулиус
Джулиус Альберт Краг (англ. Julius Albert Krug; 23 ноября 1907 — 26 марта 1970) — американский политик, министр внутренних дел США (1946—1949).

## Биография
Краг родился 23 ноября 1907 в Мадисоне (Висконсин). В 1929 году окончил Висконсинский университет в Мадисоне. После Краг работал в Администрации долины Теннесси, а в 1944 году пошёл служить в ВМС США во время Второй мировой войны. 18 марта 1946 года Краг вступил в должность министра внутренних дел США и занимал её до 1 декабря 1949 года.

## Личная жизнь
Джулиус Альберт Краг был женат на Маргарет Кэтрин Дин. У них было двое детей: дочь Мэрилин Краг Гретер и сын Джеймс Аллен Краг.

## В культуре
В 2009 году вышел фильм «Серые сады», в котором Дэниел Болдуин исполняет роль Крага.